# Conde de Merioneth
O título Conde de Merioneth foi criado no Pariato do Reino Unido em 1947, juntamente com o Ducado de Edimburgo e a Baronia de Greenwich para Sir Filipe Mountbatten (ex-S.A. Príncipe Filipe da Grécia e Dinamarca), o logo-a-ser-marido de rainha Isabel II.
Com a morte de Filipe em 2021, todos os seus títulos foram herdados pelo seu filho mais velho, Carlos, na época Príncipe de Gales, incluindo o de Conde de Merioneth. Com a morte da rainha Isabel em 2022 e a ascensão de Carlos ao trono, o título foi extinto e absorvido pela coroa.
1. ↑  «No. 38128». The London Gazette. 21 de novembro de 1947. Consultado em 16 de julho de 2025
2. ↑  «HRH The Duke of Edinburgh - College of Arms» (em inglês). Consultado em 16 de julho de 2025